# 核融合-裂變混合核能
混合核融合-裂變（混合核能）是一種利用核融合和核分裂過程結合來發電的方法。
其基本想法是利用聚變反應爐產生的高能快中子觸發鈾-238或釷-232等不可裂變燃料的裂變。每個中子可以觸發多個裂變事件，使每次聚變反應釋放的能量增加數百倍。由於裂變燃料不可裂變，因此不會發生自持的鍊式裂變反應。這不僅使聚變設計在動力方面更加經濟，而且還能夠燃燒那些不適合在傳統裂變電廠使用的燃料，甚至是其核廢料。
整體而言，混合堆的概念與快中子增殖反應爐非常相似，後者使用緊湊的高能量裂變堆芯代替混合堆的聚變堆芯。另一個類似的概念是加速器驅動的次臨界反應爐，它使用粒子加速器提供中子，而不是進行核反應。

## 歷史
這個概念可追溯到 20 世紀 50 年代，並在 20 世紀 70 年代得到了漢斯·貝特 (Hans Bethe)的大力倡導。當時，第一批強大的核融合實驗正在建設中，但它們仍需多年時間才能具備經濟競爭力。混合核融合被提出，旨在大幅加快其市場化進程，甚至在核融合系統達到損益平衡之前就能產生能量。然而，對這些系統經濟性的詳細研究表明，它們無法與現有的裂變反應爐競爭。
這個想法後來被廢棄並擱置，直到由於收支平衡一直拖延，才在 2009 年左右短暫地復甦。這些研究通常集中在設計的核廢料處理方面，而不是能源生產方面。從那時起，人們對這個概念的興趣就週期性地上升，主要基於更傳統的解決方案（如尤卡山核廢料處置庫）的成敗。
勞倫斯利弗莫爾國家實驗室（LLNL）在其LIFE計畫下啟動了另一項重要的能源生產設計工作。由於工業界的意見，LIFE放棄了混合方案，並將其重新設計為純聚變系統。由於其底層技術（來自國家點火裝置）未能達到其設計性能目標，LIFE專案被取消。
據報道，Google高層Mike Cassidy於 2017 年創立的阿波羅聚變公司 (Apollo Fusion)也專注於使用亞臨界核融合-裂變混合方法。 他們的網站現在專注於他們的霍爾效應推進器，只是順便提到了核融合。
2022年9月9日，中國工程物理研究院彭先覺教授宣布，中國政府已批准在四川成都建造世界上最大的脈衝核電廠Z-FFR，即Z(-pinch)-Fission-Fusion Reactor。 Z脈衝反應爐（具有圓柱體對稱結構，燃料為氘和氚）產生的中子將撞擊包含鈾和鋰同位素的同軸包層。鈾裂變將使此反應爐的總熱輸出增加10到20倍。鋰和中子的相互作用將為後續燃料提供氚。 Z-FFR核心附近創新的準球形幾何結構使其具有高性能的Z箍縮放電。先覺教授表示，這將大大加快聚變能的利用，並為 2035 年實現商業化發電做好準備。

## 描述

### Fission 裂變基礎知識
傳統的裂變動力系統依賴核分裂事件的鍊式反應，這些事件會釋放兩三個中子，進而引發進一步的裂變事件。透過精心設計並使用各種吸收材料，該系統可以達到釋放和吸收中子的平衡，稱為臨界質量。
天然鈾是幾種同位素的混合物，主要為微量的235 U ，而238 U則佔99%以上。當它們發生裂變時，這兩種同位素都會釋放出快中子，其能量分佈的峰值約為1至2 MeV。這個能量太低，不足以引起鈾-238的裂變，這意味著它無法維持鍊式反應。當被這種能量的中子撞擊時，鈾-235會發生裂變，因此會發生鍊式反應。天然鈾中的鈾-235原子太少，無法維持鍊式反應，原子分散得太遠，中子擊中一個原子的機會太小。鍊式反應是透過濃縮或濃縮燃料來實現的，增加鈾-235的含量以生產濃縮鈾，而剩餘的（現在大部分是鈾-238）是稱為貧化鈾的廢品。如果鈾-235濃縮到燃料品質的 20% 左右，將能夠維持鍊式反應。
如果中子能量較低，也就是所謂的熱中子，鈾-235就更容易發生裂變。中子可以透過與中子減速劑材料碰撞而被減速到熱能，最容易使用的減速劑是水中的氫原子。透過將裂變燃料放入水中，中子引起另一個鈾-235發生裂變的機率大大增加，這意味著達到臨界所需的濃縮程度大大降低。這導致了反應爐級濃縮鈾的概念，鈾-235的含量從天然礦石中的不到 1% 增加到 3% 到 5% 之間，具體取決於反應爐設計。這與武器級濃縮形成了對比，後者將鈾-235 的含量提高到至少 20%，更常見的是超過 90%。
為了維持臨界狀態，燃料必須保留額外的鈾-235濃度。典型的裂變反應爐會在幾個月的時間內燒掉足夠多的鈾-235 ，導致反應停止。鈾-235的燃耗，加上裂變過程中產生的中子吸收劑（或稱毒物），最終導致反應爐無法保持臨界狀態。這些燃耗的燃料必須移除，並更換為新的燃料。結果是產生高放射性核廢料，其中充滿了存在安全隱患的長壽命放射性核種。
廢料中含有大部分初始鈾-235，當燃料達到不再裂變的程度時，只有約1%的能量被提取出來。解決這個問題的一個方法是對燃料進行後處理，即利用化學方法從廢料中分離鈾-235（以及其他非毒性元素），然後將提取出的鈾-235與新的燃料混合。這減少了需要開採的新燃料量，並將廢料中不需要的部分濃縮成較小的燃料量。然而，後處理成本高昂，通常直接從礦場購買新燃料更為經濟。
與鈾-235類似，鈽-239也能維持鍊式反應，因此是一種有用的反應爐燃料。然而，自然界中鈽-239的含量並不具備商業應用價值。另一種可能性是透過中子捕獲或其他各種方式，從鈾-238中增殖 鈽-239。這個過程只有在中子能量高於慢化反應爐時才會發生，因此，在傳統反應爐中，如果在燃料塊進行慢化之前俘獲了中子，則只能產生少量的鈽。
建造一座不需要慢化劑的反應爐是可能的。為此，燃料必須進一步濃縮，直到鈾-235含量足夠高，即使在快中子作用下也能維持臨界狀態。從燃料負載中逸出的額外快中子可用於在反應爐堆芯周圍的鈾-238組件中增殖燃料，鈾-238組件通常取自貧鈾庫存。鈽-239也可用於堆芯，這意味著一旦系統啟動並運行，就可以用其產生的鈽-239進行換料，剩餘的鈽也足以供給其他反應爐。這種概念稱為增殖反應爐。
從鈾-238原料中提取鈽-239可以透過化學處理實現，其方式與常規後處理相同。差別在於，鈾-238原料中所含的其他元素會少得多，尤其是一些在常規核廢料中發現的高放射性裂變產物。

### Fusion 融合基礎知識
融合反應爐通常會燃燒氘（D）和氚（T）的混合物。當燃料被加熱到數百萬度時，燃料中的動能開始克服原子核之間固有的靜電排斥力，即所謂的庫侖勢壘，燃料開始發生聚變。此反應會釋放出一個α粒子和一個14MeV的高能量中子。聚變反應爐經濟運作的一個關鍵要求是，α粒子將其能量重新釋放到燃料混合物中，加熱燃料混合物，從而發生額外的聚變反應。這會導致一種與裂變鍊式反應類似的狀態，稱為點火。
事實證明，建造一座能夠達到點火狀態的反應爐設計是一項重大挑戰。首次嘗試建造這樣的反應爐是在1938年，而第一次成功是在84年後的2022年。即便如此，其釋放的能量也比運轉機器所需的能量少了幾個數量級。如果反應爐的發電量超過運作所需電量，也就是所謂的工程損益平衡點，那麼還需要幾十年的工作。
此外，也存在為這種反應爐提供燃料的問題。氘可以透過在海水中分離氫同位素來獲得（參見重水生產）。氚的半衰期很短，僅為12.3年，因此在自然界中僅發現微量。為了提供反應爐燃料，反應產生的中子會被用來在反應室周圍的鋰覆蓋層中透過反應增殖更多的氚是DT聚變循環成功的關鍵，而迄今為止，這項技術尚未得到驗證。基於電腦模型的預測表明，增殖率非常小，聚變工廠幾乎無法滿足自身需求。要增殖足夠的剩餘氚來啟動另一個反應爐，需要很多年的時間。

### 混合概念
聚變-裂變設計本質上是用一層裂變燃料（天然鈾礦石或核廢料）取代典型聚變設計中的鋰包層。聚變中子的能量足以引發鈾-238以及燃料中的許多其他元素（包括一些超鈾廢料元素）發生裂變。即使在鈾-235全部燃盡後，反應仍能繼續進行；其速率並非由裂變事件產生的中子控制，而是由聚變反應爐提供的中子控制。
裂變自然發生，因為每次事件都會釋放出一個以上的中子，引發更多裂變事件。聚變，至少在DT燃料中，只會釋放一個中子，而這個中子無法引發更多聚變事件。當此中子撞擊包層中的裂變材料時，可能會發生兩種反應之一。在許多情況下，中子的動能會導致一到兩個中子從原子核中脫離，而不會引發裂變。這些中子仍具有足夠的能量引發其他裂變事件。在其他情況下，中子會被捕獲並引發裂變，從而釋放兩到三個中子。這意味著，聚變-裂變設計中的每個聚變中子都可能導致裂變燃料中產生兩到四個中子。
這是混合概念（即裂變倍增）中的關鍵概念。每次聚變事件都可能發生多次裂變事件，每次裂變釋放的能量都比最初的聚變事件高得多，大約是最初的11倍。這大大增加了反應爐的總功率輸出。儘管目前還沒有聚變反應爐達到收支平衡，但有人提出，透過使用廉價燃料或廢料來增加功率輸出，可以實現實用的聚變反應爐生產。然而，許多研究一再證明，只有當反應爐整體規模非常大（2 至 3 GWt）時，這種方法才具有實用性，而建造成本高昂。
這些過程也會產生副作用，即增殖鈽-239或鈾-233，它們可以被移除並用作傳統裂變反應爐的燃料。這催生了一種替代設計，即聚變裂變反應爐的主要目的是將廢料再加工成新的燃料。雖然比化學再處理經濟性低得多，但該過程也會燒掉一些有害元素，而不是簡單地透過物理方式將它們分離出來。這也有利於防止核武擴散，因為濃縮和再處理技術也與核武生產有關。然而，生產的核燃料成本非常高昂，不太可能與傳統燃料競爭。

### 中子經濟
聚變-裂變概念的一個關鍵問題是各個過程中中子的數量和壽命，即所謂的中子經濟性。
在純聚變設計中，中子用於在鋰包層中增殖氚。天然鋰中約92%為7Li ，其餘大部分為6Li。 7Li增殖所需的中子能量甚至高於裂變釋放的能量，約5MeV，遠低於聚變提供的能量範圍。此反應產生氚和氦-4，以及另一個慢中子。 6Li可以與高能量或低能量中子反應，包括7Li反應釋放的中子。這意味著一次聚變反應可以產生多個氚，如果反應爐要補償聚變過程中的自然衰變和損失，這是必要的。
在混合設計中，當鋰包層被裂變燃料替換或補充時，與裂變材料反應的中子將不再用於氚增殖。裂變反應釋放的新中子可用於此目的，但僅限於6Li。可以對鋰進行處理，以增加包層中6Li的含量，彌補這些損失，但這種方法的缺點是6Li反應只能產生一個氚原子。只有高能量聚變中子與7Li的反應才能產生多個氚，而這對於維持反應爐運作至關重要。
為了解決這個問題，至少一部分裂變中子必須用於6Li中的氚增殖。每個用於氚增殖的中子不再可用於裂變，從而降低反應爐的輸出功率。如果想要反應爐既能產生足夠的氚維持自身運行，又能產生足夠的裂變事件以保持裂變側能量為正，就需要非常謹慎地保持平衡。如果不能同時實現這兩個目標，就沒有理由建造混合堆。即使能夠保持這種平衡，也可能只能在經濟上不可行的層面上實現。因此，一些釋放中子的物質已被提出作為增加可用中子數量的一種方法。

## 整體經濟
在混合動力概念的早期發展過程中，其整體經濟性問題似乎難以解答。始於1970年代末的一系列研究，對混合動力在完整燃料循環中的應用提供了更清晰的圖景，並加深了人們對其經濟性的理解。這些研究表明，建造混合動力系統毫無意義。
其中最詳細的研究之一由洛斯阿拉莫斯國家實驗室(Los Alamos National Laboratory,LANL) 於 1980 年發表。他們指出，混合堆將間接產生大部分能量，既透過反應爐中的裂變事件，也透過提供 239Pu為其他裂變反應爐提供燃料。從整體來看，混合堆的作用與增殖反應爐基本相同。兩者都需要化學處理來去除增殖的239Pu，因此都具有相同的擴散和安全風險，並且都產生的燃料量大致相同。由於增殖燃料是整個循環的主要能源，因此這兩個系統最終幾乎完全相同。

然而，兩種設計的技術成熟度並不相同。這種混合系統需要大量的額外研發才能確定是否能夠運行，即使能夠驗證，其結果也與當時已經在建的增殖系統基本相同。報告總結：
混合循環商業化所需的時間和金錢投入，只有當其相對於快中子反應爐（Fast breeder reactors,FBR）具有實際或感知優勢時，才值得投入。我們的分析得出結論：這種優勢並不存在。因此，沒有足夠的動力去驗證和商業化聚變-裂變混合循環。

## 基本原理
目前，單靠聚變過程無法獲得足夠的增益（輸出功率與輸入功率之比），不足以作為可行的能源。透過利用聚變反應中產生的過剩中子，在周圍的亞臨界裂變包層中引發高產率裂變反應（接近100%），混合聚變-裂變過程的淨產額可以提供相當於輸入能量100至300倍的目標增益（比單純聚變過程增加三到四倍）。即使考慮到輸入端效率低下（例如，ICF中的雷射效率低下以及托克馬克設計中的軔致輻射損失），這仍然可以產生足夠的熱量輸出，實現經濟的發電。這可以被視為在更有效率的純聚變技術開發出來之前，實現可行聚變能源的捷徑，或將其本身視為發電的目的，同時消耗現有的核裂變物質和廢料庫存。
勞倫斯利弗莫爾國家實驗室(LLNL)的 LIFE 專案採用國家點火裝置開發的技術，目標是使用被裂變包層包圍的氘和氚燃料芯塊產生比輸入（雷射）能量大得多的能量以用於發電。其原理是在燃料芯塊中引發慣性局限融合(Inertial Confinement Fusion,ICF)，而ICF充當高度集中的中子點源，進而轉換和裂變外部的裂變包層。與 ICF 方法同時，德州大學奧斯汀分校正在開發一種基於托克馬克聚變反應爐的系統，以優化核廢料處理與發電。使用 ICF 或托克馬克反應爐作為中子源的原理基本上相同（主要區別在於 ICF 本質上是中子點源，而托克馬克是更彌散的環形源）。

## 用於處理核廢料
周圍的再生區可以是裂變材料（濃縮鈾或鈽）或可增殖材料（透過中子轟擊可轉化為可裂變材料），例如釷、貧鈾或乏核燃料。這種亞臨界反應爐（也包括粒子加速器驅動的中子散裂系統）是目前已知的唯一無需後處理的乏核燃料主動處置（而非儲存）方法。商用輕水核反應爐（ LWR ）運作產生的裂變副產品壽命長且放射性強，但它們可以透過聚變反應中多餘的中子與再生區中的可裂變成分一起消耗，本質上是透過核嬗變摧毀它們，並產生更安全、核擴散風險更小的廢物。與輕水堆產生的廢料相比，這些廢料中每千兆瓦年發電量產生的長壽命、可用於武器的錒系元素濃度將顯著降低。此外，每單位發電量所產生的廢棄物將減少約20倍。這為高效利用大量濃縮裂變材料、貧化鈾和乏核燃料儲備提供了潛力。

## 安全
與目前商用的裂變反應爐相比，混合反應爐可能表現出被認為是固有安全的行為，因為它們在所有條件下都保持深度亞臨界狀態，並且可以透過被動機制去除衰變熱。裂變由聚變點火事件提供的中子驅動，因此不能自持。如果聚變過程被故意關閉或製程因機械故障而中斷，裂變就會衰減並幾乎立即停止。這與傳統反應爐透過控制棒強制衰減形成對比，控制棒吸收中子以將中子通量降低到臨界、自持水平以下。傳統裂變反應爐的固有危險是任何導致正回饋和失控鍊式反應的情況，例如在切爾諾貝利災難期間發生的情況。在混合配置中，裂變和聚變反應是分離的，即當聚變中子輸出驅動裂變時，裂變輸出對聚變反應沒有任何影響，從而消除了任何正回饋迴路的機會。

## 燃料循環
混合聚變燃料循環有三個主要組成部分：氘、氚和可裂變元素。氘可以透過在海水中分離氫同位素來獲得（參見重水生產）。氚可以在混合過程中經由含鋰化合物吸收中子而產生。這將需要額外的含鋰再生區和收集裝置。核分裂反應爐中的中子活化也會產生少量氚，特別是使用重水作為中子減速劑或冷卻劑時。第三個組成部分是從外部取得的可裂變材料，這些材料來自非軍事化的可裂變材料供應或商用核燃料和廢料流。聚變驅動的裂變也提供了使用釷作為燃料的可能性，這將大大增加可用的可裂變材料的潛在數量。在聚變事件中發射的快中子能量極高（高達光速的 0.17 倍），可使精煉天然鈾能夠以非常低的濃縮度使用，同時仍保持深度亞臨界狀態。

## 工程考慮
實際工程設計必須先將安全性作為首要目標。所有設計都應結合被動冷卻和耐火材料，以防止裂變材料熔化和重新配置成可能達到非預期臨界狀態的結構。設計中通常會包含一層含鋰化合物，用於產生氚，使系統能夠自給自足地支撐關鍵燃料元件之一。由於氚的半衰期相對較短且放射性極高，因此最好在現場製備，以避免從偏遠地區運輸。氘氚燃料可以使用重水生產產生的氘和混合反應爐本身產生的氚在現場製造。可以利用核散裂產生額外的中子來增強裂變輸出，但需要注意的是，這需要在中子數量（通常每次散裂事件產生20-30個中子）和每個中子能量降低之間進行權衡。如果反應爐使用天然釷作為燃料，則需要考慮這一點。雖然聚變事件產生的高能量（0.17c）中子能夠直接造成釷和鈾-238的裂變，但散裂產生的低能量中子通常無法造成裂變。這是一種權衡，會影響燃料混合物與設計中使用的散裂程度。

## 延伸閱讀
1. Fusion-fission hybrid as an alternative to the fast breeder reactor （页面存档备份，存于）,Barrett, R J; Hardie, R W, 1980